# Oporinia robsoni
Oporinia robsoni là một loài bướm đêm trong họ Geometridae.